# سارا براون (هنرپیشه)
 سارا براون (انگلیسی: Sarah Brown؛ زادهٔ ۱۸ فوریهٔ ۱۹۷۵) یک هنرپیشه اهل ایالات متحده آمریکا است. وی از سال ۱۹۹۴ میلادی تاکنون مشغول فعالیت بوده‌است.
از فیلم‌ها یا برنامه‌های تلویزیونی که وی در آن نقش داشته است می‌توان به قلب یک مخاطب اشاره کرد.